# Флик, Флориан
Фло́риан Флик (нем. Florian Flick; род. 1 мая 2000, Мангейм, Баден-Вюртемберг) — немецкий футболист, полузащитник клуба «Нюрнберг».

## Клубная карьера
Флик — воспитанник клубов «Гаммелсбах», «Эбербах», «Хетсбах» и «Вальдхоф». В 2018 году он дебютировал за основной состав последнего. По итогам сезона Флориан помог клубу выйти в Третью лиге Германии. Летом 2020 года Флик перешёл в «Шальке 04», где для получения игровой практики начал выступать за дублирующий состав. 8 мая 2021 года в матче против «Хоффенхайма» он дебютировал в Бундеслиге. 15 мая в поединке против франкфуртского «Айнтрахта» Флориан забил свой первый гол за «Шальке 04». По итогам сезона клуб вылетел из элиты, но Флик остался в команде. 23 июля в матче против «Гамбурга» он дебютировал во Второй Бундеслиге. По итогам сезона Флориан помог клубу вернуться в элиту. 